# Dolbina luzonensis
Dolbina luzonensis là một loài bướm đêm thuộc họ Sphingidae. Loài này có ở Philippines.